# Vincent Mercier
Vincent Mercier (* 1908 in  Essen (Belgien); † 8. Mai 1945 im KZ Theresienstadt) war ein belgischer römisch-katholischer Geistlicher und Märtyrer.

## Leben
Vincent Mercier wurde in Essen (nördlich Antwerpen an der Grenze zu den Niederlanden) geboren. Er besuchte die Schule in Hoogstraten und das Priesterseminar in Mechelen und wurde 1933 zum Priester geweiht. Dann war er Vikar in Sint-Joris-Winge (Teilgemeinde von Tielt-Winge) östlich von Löwen, in Sint-Pieters-Leeuw, südwestlich Brüssel, und schließlich in Putte (Kapellen) an der niederländischen Grenze, unweit seines Geburtsortes.
Wegen Widerstandsaktivitäten wurde er im Januar 1944 verhaftet und kam über die Gefängnisse Saint-Gilles/Sint-Gillis (wo er am 18. März 1944 zum Tode verurteilt wurde), Bonn, Köln, Hannover und Halle an der Saale am 5. April 1945 in das KZ Stöcken und von dort nach wenigen Tagen in einen Güterzug, der einen Monat lang herumirrte. Am 8. Mai kam er im KZ Theresienstadt an und starb im Alter von 36 Jahren.

## Gedenken
In Putte ist der Platz Vincent Mercierplein nach ihm benannt.